# Obelisco do Centro do Estado
O Obelisco do Centro do Estado (ou Centro geométrico do Estado de São Paulo) está localizado na confluência da rodovia Comandante João Ribeiro de Barros (SP-255) com a Rodovia Luís Augusto de Oliveira (SP-215) no município de Dourado, a 265 km da capital.
Nas proximidades do local foi erguido um obelisco, marcando a proximidade do centro geométrico do Estado, ou centro geográfico como é mais conhecido. O monumento carece de placas informativas e a data de sua construção mantém-se desconhecida. Um documento de 1967, sobre uma linha de ônibus da região que passava pelo obelisco, permite afirmar que a sua construção se deu durante ou antes daquele ano. Além disso, um restaurante próximo chamado "Restaurante e Lanchonete Obelisco" existe desde 1952, um indício de que o obelisco já fora construído àquele ano.. O verdadeiro centro geográfico do estado de São Paulo fica a aproximadamente um quilômetro e meio do obelisco, dentro de uma propriedade privada, o que leva a crer que o monumento foi construído naquele local em área pública e de fácil acesso.